# Суперлига Србије у одбојци за жене
 Суперлига Србије је први степен лигашког одбојкашког такмичења за жене у Србији. Лига је формирана 2006. након распада заједничке државе Србије и Црне Горе и расформирања бивше Прве лиге Србије и Црне Горе. Од сезоне 2010/11. Суперлига је проширена са 8 на 10 клубова. Нижи ранг такмичења је Прва лига Србије.

## Клубови у сезони 2024/25.
| Клуб                   | Место             |
| ---------------------- | ----------------- |
| Железничар             | Лајковац          |
| Инђија                 | Инђија            |
| Јединство              | Стара Пазова      |
| Јединство              | Ужице             |
| Омладинац Нови Бановци | Нови Бановци      |
| Партизан Коптек        | Београд           |
| Раднички Бластерс      | Београд           |
| Спартак                | Суботица          |
| Срем                   | Сремска Митровица |
| ТЕНТ                   | Обреновац         |
| Уб                     | Уб                |
| Црвена звезда          | Београд           |

## Досадашња финала Суперлиге Србије
| Сезона   | Првак                        | Резултат финала плеј-офа | Вицепрвак               |
| -------- | ---------------------------- | ------------------------ | ----------------------- |
| 2006/07. | Поштар, Београд (1)          | 3 : 1                    | Јединство, Ужице        |
| 2007/08. | Поштар, Београд (2)          | 3 : 0                    | Црвена звезда, Београд  |
| 2008/09. | Поштар, Београд (3)          | 3 : 0                    | Црвена звезда, Београд  |
| 2009/10. | Црвена звезда, Београд (1)   | 3 : 0                    | Спартак, Суботица       |
| 2010/11. | Црвена звезда, Београд (2)   | 3 : 0                    | Визура, Београд         |
| 2011/12. | Црвена звезда, Београд (3)   | 3 : 1                    | Спартак, Суботица       |
| 2012/13. | Црвена звезда, Београд (4)   | 3 : 2                    | Спартак, Суботица       |
| 2013/14. | Партизан Визура, Београд (1) | 3 : 0                    | Црвена звезда, Београд  |
| 2014/15. | Визура, Београд (2)          | 3 : 1                    | Спартак, Суботица       |
| 2015/16. | Визура, Београд (3)          | 3 : 2                    | Јединство, Стара Пазова |
| 2016/17. | Визура, Београд (4)          | 3 : 1                    | Јединство, Стара Пазова |
| 2017/18. | Визура, Београд (5)          | 3 : 0                    | Црвена звезда, Београд  |
| 2018/19. | Железничар, Лајковац (1)     | 3 : 2                    | Јединство, Стара Пазова |
| 2019/20. | ТЕНТ, Обреновац (1)          | /                        | Јединство, Стара Пазова |
| 2020/21. | Уб, Уб (1)                   | 3 : 2                    | ТЕНТ, Обреновац         |
| 2021/22. | Црвена звезда, Београд (5)   | 3 : 2                    | Уб, Уб                  |
| 2022/23. | Јединство, Стара Пазова (1)  | 3 : 1                    | Уб, Уб                  |
| 2023/24. | Јединство, Стара Пазова (2)  | 3 : 0                    | ТЕНТ, Обреновац         |
| 2024/25. | Железничар, Лајковац (2)     | 3 : 2                    | Уб, Уб                  |

### Успешност клубова
| Поз. | Екипа                  | Првак                            | Вицепрвак                  |
| ---- | ---------------------- | -------------------------------- | -------------------------- |
| 1.   | Црвена звезда          | 5 (2010, 2011, 2012, 2013, 2022) | 4 (2008, 2009, 2014, 2018) |
| 2.   | Визура                 | 5 (2014, 2015, 2016, 2017, 2018) | 1 (2011)                   |
| 3.   | Поштар                 | 3 (2007, 2008, 2009)             | —                          |
| 4.   | Јединство Стара Пазова | 2 (2023, 2024)                   | 4 (2016, 2017, 2019, 2020) |
| 5.   | Железничар Лајковац    | 2 (2019, 2025)                   | —                          |
| 6.   | Уб                     | 1 (2021)                         | 3 (2022, 2023, 2025)       |
| 7.   | ТЕНТ                   | 1 (2020)                         | 2 (2021, 2024)             |
| 8.   | Спартак Суботица       | —                                | 4 (2010, 2012, 2013, 2014) |
| 9.   | Јединство Ужице        | —                                | 1 (2007)                   |

## Прваци СРЈ и СЦГ
Прваци у првенствима СР Југославије (1992—2003) и Србије и Црне Горе (2003—2006):
- 1992: Црвена звезда
- 1993: Црвена звезда
- 1994: Јединство Ужице
- 1995: Јединство Ужице
- 1996: Јединство Ужице
- 1997: Јединство Ужице
- 1998: Јединство Ужице
- 1999: Јединство Ужице
- 2000: Јединство Ужице
- 2001: Јединство Ужице
- 2002: Црвена звезда
- 2003: Црвена звезда
- 2004: Црвена звезда
- 2005: Јединство Ужице
- 2006: Поштар